# Павленкова Наталія Миколаївна
Наталія Павленкова (рос. Наталья Павленкова; нар. 7 вересня, 1960, Горький, СРСР) — радянська та російська акторка театру і кіно.

## Біографія
Наталія Миколаївна Павленкова народилася 7 вересня 1960 року у Горькому. У 1979 році закінчила Горьківське театральне училище. 
У 1984-1988 роках працювала у Московському Новому драматичному театрі. 
З 1988 року працює у театрі імені К.С. Станіславського. Викладає у Театральному інституті імені Бориса Щукіна.

## Фільмографія
- «Не ходіть, дівчата, заміж» (1985)
- «Інше обличчя» (2008)
- «Зоологія» (2016)
- «Близькі» (2017)
- «Нехай буде Ліза» (2017)
- «Конференція» (2020) та ін.